# Tyngdlyftning vid olympiska sommarspelen 1936
De olympiska tävlingarna i tyngdlyftning 1936 avgjordes mellan den 2 och 5 augusti i Deutschlandhalle i Berlin. 80 deltagare från 15 länder tävlade i fem viktklasser.

## Medaljörer
| Gren                 | Guld                   | Silver                          | Brons                  |
| 60 kg Detaljer...    | Anthony Terlazzo USA   | Saleh Soliman Egypten           | Ibrahim Shams Egypten  |
| 67,5 kg Detaljer...  | Robert Fein Österrike  | ej utdelad                      | Karl Jansen Tyskland   |
| 67,5 kg Detaljer...  | Anwar Mesbah Egypten   | ej utdelad                      | Karl Jansen Tyskland   |
| 75 kg Detaljer...    | Khadr El-Touni Egypten | Rudolf Ismayr Tyskland          | Adolf Wagner Tyskland  |
| 82,5 kg Detaljer...  | Louis Hostin Frankrike | Eugen Deutsch Tyskland          | Ibrahim Wasif Egypten  |
| +82,5 kg Detaljer... | Josef Manger Tyskland  | Václav Pšenička Tjeckoslovakien | Arnold Luhaäär Estland |

## Medaljtabell
| Pl.    | Nation          | Guld | Silver | Brons | Totalt |
| ------ | --------------- | ---- | ------ | ----- | ------ |
| 1      | Egypten         | 2    | 1      | 2     | 5      |
| 2      | Tyskland        | 1    | 2      | 2     | 5      |
| 3      | Frankrike       | 1    | 0      | 0     | 1      |
| 3      | USA             | 1    | 0      | 0     | 1      |
| 3      | Österrike       | 1    | 0      | 0     | 1      |
| 6      | Tjeckoslovakien | 0    | 1      | 0     | 1      |
| 7      | Estland         | 0    | 0      | 1     | 1      |
| Totalt | Totalt          | 6    | 4      | 5     | 15     |